# Faria Lemos
Faria Lemos is een gemeente in de Braziliaanse deelstaat Minas Gerais. De gemeente telt 3.734 inwoners (schatting 2009).

## Aangrenzende gemeenten
De gemeente grenst aan Caiana, Carangola, Pedra Dourada, Tombos en Porciúncula (RJ).